# The Del-Vetts
The Del-Vetts fu un gruppo musicale attivo dal 1963 al 1968.

## Storia del gruppo
Il gruppo venne formato a Chicago nel 1963 dal cantante/chitarrista Jim Lauer, il chitarrista Lester Goldboss, poi sostituito da Jeff Weinstein, il bassista Bob Bene e il batterista Paul Wade; inizialmente suonavano brani di Chuck Berry e altri di genere surf, costruendosi un fedele seguito nei sobborghi di Chicago. Nel 1965 collaborarono con il produttore Bill Traut per registrare una cover del successo dei Righteous Brothers, "Little Latin Lupe Lu" per una piccola etichetta discografica. Dopo una serie di cambi di formazione, il gruppo era formato da Lauer, Good alla chitarra, Jack Burchall al basso e Roger Deatherage; con questa formazione il gruppo firmò un contratto con la Dunwich con la quale registrò il brano "Last Time Around", scritto da Dennis Dahlquist; il singolo ebbe un buon successo entrando nella Top 30 nazionale; venne poi pubblicato un secondo singolo, "I Call My Baby STP", che però si rivelò un insuccesso. A quel punto il gruppo cambiò nome in "Pride and Joy", modificando il proprio sound pubblicando un primo singolo nel 1967, "Girl", che riscosse un certo successo nelle radio locali. Lasciata la Dunwich, il gruppo firmo con la Acta, sussidiaria della Dot Records, pubblicando qualche singolo ma senza raggiungere il successo sperato. Dopo l'abbandono di Burchall il gruppo si sciolse nel 1968.

## Discografia
Singoli
- 1965 - Little Latin Lupe Lu/Ram Charger
- 1966 - Last Time Around/Every Time
- 1966 - I Call My Baby STP/That's the Way It Is
- 1967 - Girl/If You're Ready (come "Pride and Joy")
- 1967 - We Got A Long Way to Go/That's the Way It Is (come "Pride and Joy")

EP
- 1997 - The Del-Vetts

Compilation
- 1997 - Last Time Around (Sundazed Music)
- 2008 - The Del-Vetts (Sundazed Music)

Apparizioni
- 1972 - Nuggets: Original Artyfacts from the First Psychedelic Era, 1965-1968